# Polská menšina na Slovensku
Polská národnostní menšina na Slovensku (slovensky Poľská národnostná menšina) je označení obyvatel Slovenska, kteří se hlásí k polské národnosti. Podle výsledků slovenského sčítání lidu žilo v roce 2011 na Slovensku 3 084 osob deklarujících polskou národnost (0,1 % celkové populace).
Podle sčítání lidu v roce 1991 se k polské národnosti na Slovensku hlásilo 2 602 osob (0,0 % celkové populace). V následujícím sčítání lidu v roce 2001 to bylo 2 659 osob (0,1 % celkové populace).